# Icklingham
Icklingham er en landsby og sogn i West Suffolk District i Suffolk, England. Den ligger omkring 11 km nordvest for Bury St Edmunds, 6,5 km sydøst for Mildenhall og 14 km sydvest for Thetford i Norfolk. Landsbyen ligger på A1101 mellem Bury St Edmunds og Mildenhall i den nordvestlige del af countiet. Området omkring landsbyen er karakteriseret i sand- og grusfyldt jord, og det kaldes Breckland, men en afstykker af fen-agtig tørv følger floden Lark forbi landsbyen.
Landsbyen ligger langs Lark, der er en biflod til Great Ouse. Floden kunne tidliger besejles op til Bury St Edmunds, og der var bygget sluser, men disse er nu overflødige, og de sidste rester af i hvert fald én sluse kan ses nær Icklingham. Floden har givet mulighed for byens største industri; en mel-mølle. Der er to kirker i landsbyen: St. James og All Saints Church, der er af normannisk oprindelse og er en listed building af første grad.
Landsbyen er karakteriseret af huse i flintesten og blege mursten. Der findes 11 listed buildings i landsbyen.